# Faustini (cráter)
Faustini es un cráter de impacto que se encuentra cerca del polo sur de la Luna. Se encuentra casi al sur del cráter de mucho mayor tamaño Amundsen, y está casi unido a Shoemaker al suroeste. Alrededor de un diámetro del cráter al sur aparece el cráter Shackleton (un poco más pequeño) en el polo sur. Un pequeño cráter está unido al borde oriental de Faustini.
| [[File:FaustiniCraterLOC.jpg\|1200px\|alt={{{Alt\|Fotografía de la misión Lunar Reconnaissance Orbiter]] File:FaustiniCraterLOC.jpgFotografía de la misión Lunar Reconnaissance Orbiter |

Debido a su ubicación, la luz del Sol llega al borde de este cráter en un ángulo muy bajo, dejando el interior en una oscuridad permanente. Como resultado, el fondo del cráter nunca se ha podido observar por naves espaciales en órbita, aunque ha sido cartografiado mediante radar, por lo que se sabe que contiene en su interior el cráter Malinkin. Debido a la falta de iluminación solar, el interior permanece permanentemente a una temperatura por debajo de 100 kelvin, lo suficientemente fría como para atrapar cualquier vapor de agua que llega al cráter por impactos de cometas en la Luna. 
La nave espacial Lunar Prospector realizó una espectrometría de neutrones que podría ser utilizada para detectar la presencia de grandes concentraciones de hidrógeno. La trampa de frío en el interior de Faustini se identificó por tener una alta concentración de hidrógeno, en relación con el resto de la superficie lunar. Sin embargo, las observaciones de radar de este cráter no lograron detectar hielo.
|  |  |